# Tatsunori Hisanaga
Tatsunori Hisanaga (久永 辰徳?, Hisanaga Tatsunori; Prefettura di Kagoshima, 23 dicembre 1977) è un ex calciatore giapponese, di ruolo centrocampista.